# 신달자
신달자(慎達子, 1943년 12월 25일~)는 대한민국의 시인이자 교수다. 경남 거창에서 출생하였다.

## 생애
부산 남성여자고등학교, 숙명여자대학교 국문과 및 대학원을 졸업하였다. 1964년 여상에 〈환상의 밤〉이 당선되었고, 1972년 박목월 시인의 추천으로 《현대문학》에 〈발〉,〈처음 목소리〉가 추천되어 문단에 등단했다. 시집으로 《봉헌문자》,《겨울축제》,《모순의 방》,《아가》, 산문집으로 《백치애인》 등이 있다. 시선집《이제야 너희를 만났다》로 2004년 한국시인협회상을 받았으며, 평택대 국문과 교수, 명지대 문예창작과 교수를 역임했다. 2012년부터 한국시인협회 회장을 맡고 있다.

## 작품
- 신달자 (2002). 《백치애인》. 자유문학사. ISBN 8942403425.

## 수상 및 서훈
- 1964년 신인여류문학상
- 1989년 대한민국문학상
- 2001년 시와시학상
- 2004년 한국시인협회상
- 2007년 현대불교문학상
- 2008년 영랑시문학상
- 2009년 공초문학상
- 2011년 김준성문학상, 대산문학상
- 2012년 은관문화훈장(2등급)

## 참고 문헌
- 이 문서에는 다음커뮤니케이션(현 카카오)에서 GFDL 또는 CC-SA 라이선스로 배포한 글로벌 세계대백과사전의 내용을 기초로 작성된 글이 포함되어 있습니다.